# Hunsekoppa, Sirsi
Hunsekoppa là một làng thuộc tehsil Sirsi, huyện Uttar Kannad, bang Karnataka, Ấn Độ.